# Johan Hendrik Baartscheer
Johan Hendrik Baartscheer (Amsterdam, 17 januari 1874 – aldaar, 7 maart 1937) was een Nederlandse schilder.

## Leven en werk
Baartscheer was een zoon van Wilhelmus Johannes Baartscheer en Aaltje van den Andel. Hij kwam uit een arbeidersgezin en werd vanwege zijn tekentalent leerjongen bij een huis- en decoratieschildersbedrijf. Hij volgde daarnaast de avondopleiding aan de Rijksakademie van beeldende kunsten (1895-1899) in zijn geboorteplaats. Hij werd lid van de kunstenaarsvereniging Sint Lucas, waar hij geregeld exposeerde. Hij schilderde landschappen, stillevens en portretten. Baartscheer werkte zijn hele arbeidzame leven als huisschilder en maakte om financiële redenen niet de overstap naar het fulltime kunstenaarschap. Hij overleed op 63-jarige leeftijd in zijn woonplaats Amsterdam.

## Werk in openbare collecties
- Drents Museum